# Ван де Велде, Теодор Хендрик
Теодор Хендрик ван де Велде (нидерл. Theodoor Hendrik van de Velde; 12 февраля 1873, Леуварден, Нидерланды, — 27 апреля 1937, близ Локарно, Швейцария) — голландский гинеколог, сексолог, директор Института гинекологии в Харлеме.

## Биография
По национальности фриз.
В 1905 году опубликовал серию двухфазовых графиков базальной температуры и отметил, что продолжительность периода повышенных температур во второй фазе (до менструации) не зависит от продолжительности менструального цикла, тем самым продемонстрировав, что лютеальная фаза постоянна, и связав повышение базальной температуры с овуляцией. В 1926 году он установил, что жёлтое тело вызывает повышения температуры после овуляции. Ван де Велде также отмечал появление цервикальной жидкости и межменструальных болей в дни, близкие к овуляции.
Получил международную известность после того, как в 1926 году вышла его книга «Идеальный брак» (нидерл. Het huwelijk), исследующая чувственность и эротику в семейных отношениях. В 1932 году книга была внесена римско-католической церковью в Индекс запрещённых книг, выдержав к тому времени в Германии 42 издания. Перевод на английский язык был выпущен 46 раз, и его суммарный тираж достиг полумиллиона экземпляров. В Швеции вплоть до 60-х годов книга считалась порнографической, и на её распространение были наложены возрастные ограничения.
В Германии после прихода нацистов к власти книга ван де Велде «Холодность в браке» была включена в список книг, подлежащих сожжению.
Погиб в авиакатастрофе.

## Издания на русском языке
- Тайники брака и техника красоты в связи с проблемой годности к браку. — Книгоиздательство «Общедоступная библиотека», 1915. — 200 с.
- Ненормальности и уклоны в браке (об их причинах и борьбе с ними). — Рига: Ориент, 1928. — 272 с.
- Плодовитость в браке. Меры влияния на плодовитость в желаемом направлении. — Рига: Ориент, 1928. — 290 с.
- Техника брака. Совершенный брак — опыт исследования и техники. — Рига: Ориент, 1928. — 262 с.
- Техника брака. — Т.: Lantek, 1986. — 272 с.
- Техника брака. Совершенный брак — опыт исследования и техники. — Таллинн: Ээсти теннис, 1990. — 272 с.
- Супружество и техника идеального брака. — Рига: Надежда, 1991. — 256 с. — ISBN 5-401-00690-X.
- Современная энциклопедия молодых супругов. — М.: АСТ; Мн: Родиола-Плюс, 1999. — 672 с. — ISBN 5-237-01995-1.